# Udostępnianie połączenia internetowego
Udostępnianie połączenia internetowego (ang. internet connection sharing, ICS) – usługa systemu operacyjnego Microsoft Windows (począwszy od Windows 98 SE) pozwalająca na udostępnianie pojedynczego połączenia internetowego z jednego komputera innym komputerom w tej samej sieci lokalnej. Korzysta z DHCP i tłumaczenia adresów sieciowych (NAT).
ICS przekierowuje pakiety TCP/IP z małej sieci lokalnej do Internetu. ICS mapuje poszczególne adresy IP komputerów lokalnych na nieużywane numery portów w stosie TCP/IP. Ze względu na charakter NAT, adresy IP na komputerze lokalnym nie są widoczne w Internecie. Wszystkie pakiety wychodzące z i wchodzące do sieci LAN są przesyłane z lub do danego adresu IP karty zewnętrznej na komputerze-hoście Udostępniania połączenia internetowego.
Na komputerze-hoście udostępnienie połączenia internetowego innym komputerom jest możliwe poprzez włączenie ICS w Panelu sterowania. Wszystkie powyższe komputery muszą znajdować się w jednej sieci lokalnej, dlatego ICS wymaga od serwera dwóch lub więcej interfejsów sieciowych – jednego do łączenia się z siecią rozległą (WAN) i drugiego do łączenia się z siecią lokalną (LAN).
ICS oferuje konfigurację dla innych standardowych usług oraz ograniczoną konfigurację NAT.